# Vantage Point
Vantage Point är en amerikansk film från 2008, regisserad av Pete Travis.

## Handling
Thomas Barnes (Dennis Quaid) och Kent Taylor (Matthew Fox) är två hemliga agenter med uppdrag att skydda President Ashton (William Hurt). När presidenten anländer till Spanien för att hålla tal inför en antiterroristkonferens sker ett mordattentat, och när jakten på attentatsmännen tar vid utbryter totalkaos. I folkmassan befinner sig Howard Lewis (Forest Whitaker), en amerikansk turist som spelar in hela händelsen på sin DVD-kamera. Samtidigt på andra sidan stan befinner sig producenten Rex Brooks (Sigourney Weaver) som TV-sänder händelsen live till miljontals tittare världen över, med intentionen att bevaka presidentens besök i Spanien. När alla börjar synka sina historier faller bitarna i pusslet sakta på plats.

## Skådespelare
- Dennis Quaid - Thomas Barnes
- Matthew Fox - Kent Taylor
- Forest Whitaker - Howard Lewis
- Bruce McGill - Phil McCullough
- Edgar Ramirez - Javier
- Saïd Taghmaoui - Suarez
- Ayelet Zurer - Veronica
- Zoe Saldana - Angie Jones
- Sigourney Weaver - Rex Brooks
- William Hurt - President Ashton
- James LeGros - Ted Heinkin
- Eduardo Noriega - Enirque
- Richard T. Jones - Holden
- Holt McCallany - Ron Matthews
- Leonardo Nam - Kevin Cross